# ويليام بليس بيكر
ويليام بليس بيكر (بالإنجليزية: William Bliss Baker)‏ هو رسام أمريكي، ولد في 27 نوفمبر 1859 في نيويورك في الولايات المتحدة، وتوفي في 20 نوفمبر 1886 في هوسيك في الولايات المتحدة.